# Charles Perrault
Charles Perrault (Parijs, 12 januari 1628 – aldaar, 16 mei 1703) was een Frans schrijver, bekend vanwege zijn sprookjes.

## Biografie
Perrault werd geboren in Parijs uit een rijke familie, hij studeerde rechten aan de Université d'Orléans, en begon een carrière als ambtenaar. Hij was lid van de Académie française, en een belangrijk intellectueel.
In 1697 publiceerde hij zijn bekendste werk, Histoires ou contes du temps passé, avec des moralités: Contes de ma mère l'Oye. Het is een verzameling volksverhalen en sprookjes. Het werd een internationaal beroemd boek onder zijn ondertitel, en de verhalen zijn bekend als Sprookjes van Moeder de Gans. Meteen was een nieuw literair genre geboren: het sprookje.
Bekende sprookjes uit de verzameling van Perrault:
- Assepoester
- Blauwbaard
- De Schone Slaapster in het bos
- De gelaarsde kat
- Klein Duimpje
- Roodkapje

Perrault speelde een belangrijke rol in de Strijd tussen de klassieken en de modernen. In deze twist stonden schrijvers die de suprematie van de klassieken verdedigden, tegenover een groep die vond dat de klassieken door moderne Franse auteurs geëvenaard en zelfs overtroffen waren. De Querelle barstte los met een lezing van Perrault in de Académie op 27 januari 1687. Hij las een gedicht voor met de titel ‘Le siècle de Louis le Grand’ over de tijd van Lodewijk XIV. Hierin viel hij de slechte smaak van de gedichten van Homerus aan en noemde hij een aantal Franse schrijvers die te zijner tijd net zo beroemd zouden zijn als de grote Grieken en Romeinen. Nog voordat de lezing was afgelopen, verliet Nicolas Boileau de zaal. Hij zou zich opwerpen als verdediger van 'de Ouden’.
Later, tussen 1688 en 1697, schreef Perrault een reeks dialogen met de titel ‘Parallèle des anciens et des modernes’. Dit was een grootschalig werk waarin hij in de vorm van dialogen de vorderingen beschreef op het gebied van de verschillende kunsten en wetenschappen door de prestaties van de Oudheid met die van zijn eigen tijd te vergelijken. Zijn eigen tijd komt er daarbij steeds beter van af – met uitzondering van de literatuur en de welsprekendheid. Hij nam dus wel enig gas terug ten opzichte van zijn lezing en betoonde zich genuanceerder. Uiteindelijk werd de twist bijgelegd: op 30 augustus 1694 omarmden Boileau en Perrault elkaar in het openbaar in de Académie.
Zijn broer Claude Perrault is bekend geworden als de architect van de oostelijke vleugel van het Louvre in Parijs.
- Bibsys: 90160491
- Biblioteca Nacional de Chile: 000035036
- Biblioteca Nacional de España: XX1124700
- Bibliothèque nationale de France: cb119192165 (data)
- Catàleg d'autoritats de noms i títols de Catalunya: 981058513866006706
- CiNii: DA0046026X
- Digitale Bibliotheek voor de Nederlandse Letteren: perr041
- Gemeinsame Normdatei: 118740008
- International Standard Name Identifier: 0000 0001 2127 2484
- KulturNav: e1657036-0ea5-4ee5-956d-c17fd42e85ba
- Library of Congress Control Number: n79018715
- Nationale Bibliotheek van Letland: 000003359
- MusicBrainz: 41bcc521-b494-4263-8991-1caf88fa1247
- Bibliotheek van het Japanse parlement: 00452534
- Nationale Bibliotheek van Tsjechië: jn19990006466
- Nationale bibliotheek van Australië: 35417665
- Nationale Bibliotheek van Israël: 987007301370605171
- Nationale Bibliotheek van Polen: a0000001647183
- Nationale en Universitaire bibliotheek Zagreb: 000102071
- Nederlandse Thesaurus van Auteursnamen: 068364415
- Réseau des bibliothèques de Suisse occidentale: 02-A027327181
- RKD-Nederlands Instituut voor Kunstgeschiedenis: 460545
- Istituto Centrale per il Catalogo Unico: CFIV035982
- LIBRIS: 208540
- SNAC: w6ww7jhv
- Système universitaire de documentation: 027066150
- Trove: 945488
- Union List of Artist Names: 500070296
- Virtual International Authority File: 34461426
- WorldCat: E39PBJdCvy3QbwfH6gjRVg69Xd